# Tim McIntire
Pour les articles homonymes, voir McIntire.
Tim McIntire est un acteur et compositeur américain, né le 19 juillet 1944 et décédé le 15 avril 1986 à Los Angeles en Californie.

## Biographie
Il est le fils des acteurs John McIntire et Jeanette Nolan.

## Filmographie

### comme acteur
- 1976 : Ordure de flic (The Killer Inside Me) de Burt Kennedy
- 1965 : Les Prairies de l'honneur (Shenandoah) : Henry Anderson
- 1966 : Demain des hommes (Follow Me, Boys!) : Corporal
- 1966 : Le Virginien (TV):  saison 05 épisode 16: (Suzanne (Sue Ann) ) : Milton
- 1967 :

Les Envahisseurs :
Saison 2, épisode 8: (Un curieux voyage (Dark Outpost) ) de George McCowan
- 1969 : The Thousand Plane Raid de Boris Sagal : Lt. Quimby
- 1969 : Pookie (The Sterile Cuckoo) d'Alan J. Pakula : Charlie Schumacher
- 1971 : The Deadly Hunt (TV) : Peter Burton
- 1972 : Strangers in 7A (TV) : Virgil
- 1974 : Smile, Jenny, You're Dead (TV) : Charley English
- 1975 : Aloha, Bobby and Rose de Floyd Mutrux : Buford
- 1975 : Apocalypse 2024 (A Boy and His Dog) : Blood (voix)
- 1976 : Le Riche et le Pauvre (Rich Man, Poor Man) (feuilleton TV) : Brad Knight
- 1976 : Chewing gum rallye de Charles Bail (en) : Steve 'Smitty' Smith - Ferrari Team
- 1977 : Bande de flics (The Choirboys) de Robert Aldrich : Roscoe Rules
- 1978 : American Hot Wax : Alan Freed
- 1980 : Brubaker de Stuart Rosenberg : Huey Rauch
- 1981 : Stand by Your Man (TV) : George Jones
- 1982 : Fast-Walking : Wasco
- 1984 : Il pleut des cadavres (More Than Murder) de Gary Nelson : Malcolm Dobbs
- 1983 : Sacred Ground : Matt Colter

### comme compositeur
- 1972 : Jeremiah Johnson de Sydney Pollack
- 1973 : Kid Blue
- 1975 : Win, Place or Steal
- 1975 : Apocalypse 2024 (A Boy and His Dog)